# Río Huachón
Der Río Huachón ist ein 68 km langer linker Nebenfluss des Río Paucartambo in der Provinz Pasco in Zentral-Peru.

## Flusslauf
Der Río Huachón wird von einem etwa 4280 m hoch gelegenen Gletscherrandsee an der Nordflanke des Nevado Huaguruncho gespeist. Er fließt anfangs 15 km durch ein Hochtal in südsüdwestlicher Richtung. Er nimmt anschließend den von Norden kommenden Río Pilcocancha von rechts auf und wendet sich allmählich nach Osten und behält diese Richtung bis zu seiner Mündung bei. Bei Flusskilometer 40 passiert der Río Huachón das Distriktverwaltungszentrum Huachón, bei Flusskilometer 29 die größere Gemeinde Quiparacra. Etwa 13,5 km oberhalb der Mündung befindet sich das Uchuhuerta-Wehr am Flusslauf. An diesem wird ein Großteil des Flusswassers abgeleitet und dem Wasserkraftwerk Yuncán zugeführt. Das Wasser gelangt anschließend noch zum Wasserkraftwerk Yaupi und erreicht erst mehr als 15 Kilometer unterhalb der Huachón-Mündung den Río Paucartambo.

## Einzugsgebiet
Das etwa 1040 km² große Einzugsgebiet des Río Huachón liegt in der peruanischen Zentralkordillere. Es wird im Norden vom teils vergletscherten Hauptkamm der Cordillera Huaguruncho begrenzt. Im Süden grenzt es an das obere Einzugsgebiet des Río Paucartambo, im Norden an das des Río Pozuzo. Westlich des Einzugsgebiets liegen die Quellgebiete von Río Huallaga und Río Mantaro.